# Gauthier van Besançon

Eeuwenlange opdeling in het hertogdom Bourgondië (Frans) links en het graafschap Bourgondië rechts.

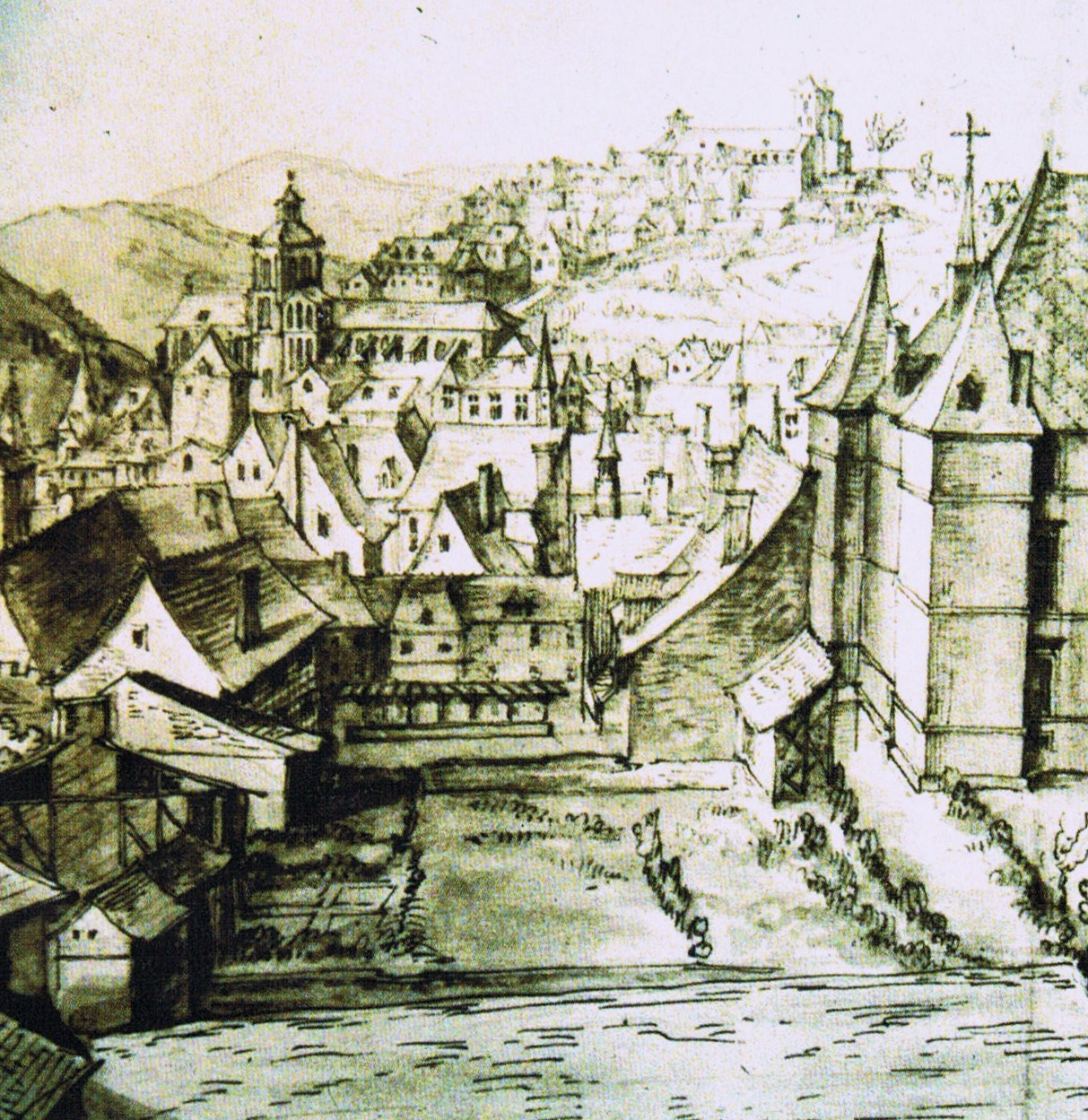
Twee kathedralen in Besançon. In de benedenstad: de kathedraal Saint-Jean. In de bovenstad: de Sint-Stefaanskathedraal.

Gauthier van Besançon (circa 1000 – Besançon, 1031) was aartsbisschop van Besançon van 1016 tot zijn dood in 1031. Hij was aartsbisschop tijdens de laatste jaren dat het koninkrijk Bourgondië als zodanig bestond en dit onder bestuur van de laatste koning, de kinderloze Rudolf III van het Huis Auxerre.

## Levensloop
Gauthier zou afkomstig zijn van Salins-les-Bains, een rijke handelsstad in het graafschap Bourgondië. Het graafschap Bourgondië was pas formeel ontstaan in 1015, met het concilie van Héry. Het aartsbisdom Besançon was een onafhankelijk aartsbisdom binnen het koninkrijk Bourgondië. Dit betekende dat het aartsbisdom geen kerkprovincie had van meerdere bisdommen rondom zich. Het aartsbisdom Besançon had haar zetel bovendien niet in de grafelijke hoofdstad, Dole, maar in Besançon, gelegen op enkele handelsroutes. Graaf Otto Willem van Bourgondië had zich na het concilie van Héry (1015) kunnen opwerpen als lokale vorst en eerste graaf; koning Robert II van Frankrijk annexeerde het hertogdom Bourgondië bij Frankrijk als een trofee. Graaf Otto Willem ontmantelde hiermee het rijk van zijn suzerein, koning Rudolf III van Bourgondië. 
In 1016 viel het aartsbisdom Besançon zonder bisschop. Een test-case voor graaf Otto Willem en koning Rudolf III. Het kapittel van de kathedraal Saint-Jean van Besançon verkoos Gauthier tot hun aartsbisschop. Gauthier was de kandidaat van de graaf en niet van de koning van Bourgondië. Koning Rudolf III maneuvreerde heftig tegen Gauthier, maar Gauthier en graaf Otto Willem wonnen dit machtsspel. 
In 1021 nam Gauthier deel aan het concilie van Verdun-sur-le-Doubs en in 1025 aan het concilie van Anse in het aartsbisdom Lyon.
Tijdens de jaren van zijn pontificaat bleef aartsbisschop Gauthier evenwel afwezig op het politieke vlak. Historici schreven dit toe aan zijn ziekelijke toestand. Gauthier had veel en langdurig koorts. De behandelingen van artsen hielpen niet. Gauthier trok zich terug om te bidden in de Sint-Stefaanskerk, in de bovenstad van Besançon, ook genoemd de Mont Saint-Etienne. Daar bad hij voor het beeld van de heilige Agapit, Romeins martelaar uit de 3e eeuw. Aartsbisschop Gauthier genas op een dag van de koorts. Dit gaf aanleiding tot bedevaarten en volkstoeloop in de Sint-Stefaanskerk. In 1031 stierf Gauthier van Besançon. Een jaar later stierf koning Rudolf III van Bourgondië en met hem, het koninkrijk Bourgondië.

## Bovenstad van Besançon
De opvolger van aartsbisschop Gauthier, Hugo van Salins, maakte van de druk bezochte Sint-Stefaanskerk de tweede kathedraal van Besançon (1033). De eerste kathedraal was de kathedraal Saint-Jean in de benedenstad. Twee kathedralen in één bisschopsstad gaven eeuwenlang problemen in de stad. Het duurde tot de regering van de Zonnekoning dat de Sint-Stefaanskathedraal werd afgesmeten (1668); in de plaats kwam de citadel van Besançon.